# Lila Azam Zanganeh
Lila Azam Zanganeh est une auteure française née à Paris en 1976 de parents iraniens en exil. Elle vit et travaille aujourd'hui à New York. Elle est notamment l'auteure de l'ouvrage L'Enchanteur : Nabokov et le bonheur, publié en 2011.

## Biographie
Lila Azam Zanganeh intègre à la sortie du lycée une classe préparatoire au lycée Henri-IV, et poursuit avec des études en littérature et philosophie à l'École normale supérieure de Fontenay-Saint-Cloud. Elle enseigne ensuite le cinéma, les langues romanes et les lettres modernes à l'université Harvard avant de déménager à New York. Elle y obtient un Master en sciences politiques de l'université Columbia, et édite une anthologie d'essais sur la culture contemporaine iranienne, My Sister, Guard Your Veil, My Brother, Guard Your Eyes: Uncensored Iranian Voices. Cette anthologie regroupe des textes écrits par diverses personnalités iraniennes telles qu'Azar Nafisi, Marjane Satrapi, Abbas Kiarostami, Shirin Neshat, Shohreh Aghdashloo ou encore Reza Aslan.
En 2002, elle commence à participer à l'écriture d'articles littéraires, d'interviews et d'essais au sein de plusieurs journaux tels que The New York Times, The Paris Review, Le Monde et La Repubblica. Lila Azam Zanganeh parle sept langues : le français, l'italien, le persan, l'anglais, l'espagnol, le portugais et le russe. En 2011, elle obtient le Roger Shattuck Prize for Criticism, décerné chaque année par l'ONG Center for Fiction.

## Initiatives sociales
Lila Azam Zanganeh est membre du Board of Overseers de l'International Rescue Committee, qui défend la cause des réfugiés dans le monde. Depuis 2015, elle dirige les programmes mis en œuvre par Narrative4, une association présente dans douze pays qui promeut l'écriture comme moyen de briser les stéréotypes et générer de l'empathie. Elle a fait partie du conseil consultatif de The Lunchbow Fund, organisation non gouvernementale agissant pour nourrir les écoliers à Soweto en Afrique du Sud, jusqu'à 2011. 
Elle fait également partie du conseil d'administration de l'association française Bibliothèques sans frontières créée à l'initiative de Patrick Weil en 2007. 